# Iodotropheus stuartgranti
Iodotropheus stuartgranti es una especie de peces de la familia Cichlidae en el orden de los Perciformes.

## Morfología
Los machos pueden llegar alcanzar los 10 cm de longitud total.

## Hábitat
Es una especie de clima tropical.

## Distribución geográfica
Se encuentra en el lago Malawi África Oriental).